# Као со у мору
„Као со у мору” је пета песма на дебитантском албуму Александра Радовић поп певачице Александре Радовић, издата 2003. године за Сити Рекордс. У питању је један од највећих хитова српске поп музике, који је одмах по објављивању достигао култни статус. Песма је уживо премијерно изведена 2003. године на фестивалу Сунчане скале. Често је извођена у музичким такмичењима широм Балкана, посебно у Звездама Гранда. Песму је написала и компоновала Александра Милутиновић, која је и свирала гитару у песми, док је клавијатуре свирао Зоран Радетић, који је и продуцент песме. За песму је снимљен музички спот, а налази се и на компилацији Бест оф ове музичарке. Певачица је 2022. године издала акустичну верзију ове песме у свом јутјуб пројекту Night soul session.